# Назначенный пол
Назначенный пол, или пол воспитания — тот пол, в принадлежности к которому воспитывали ребёнка.
Пол воспитания, как правило, совпадает с полом ребёнка по документам (паспортным полом). Но не всегда: известны случаи, когда родители или опекуны воспитывали ребёнка по тем или иным причинам не в том поле, который был определён акушером и/или закреплён юридически в документах. Иногда это бывает связано с рано проявившейся транссексуальностью ребёнка и готовностью родителей пойти навстречу желаниям и чувствам ребёнка. Иногда же, наоборот, это бывает следствием сильного желания родителей иметь ребёнка не того пола, который оформлен юридически, и идеи о том, что ребёнка можно воспитать в нужном и желаемом родителями поле, каков бы ни был его истинный пол.
Пол воспитания также не всегда совпадает с биологическим полом ребёнка, особенно в случаях интерсексуальности или ошибок определения акушерского пола.
Также пол воспитания не всегда совпадает с психическим полом или, иначе, гендерной идентичностью человека, поскольку в случаях транссексуальности нередко бывает, что родители не замечают её, либо ребёнок до поры до времени сам не осознаёт свою транссексуальность, либо подавляет или скрывает её, либо родители, даже замечая и зная «особость» ребёнка, тем не менее принудительно навязывают транссексуальному ребёнку чужую ему гендерную роль.